# Pruimpit (stripfiguur)

Stripmuur met Guust (boven) en Pruimpit (beneden) in Angoulême

Pruimpit is een van de belangrijkste personages uit de stripreeks Guust. Hij verscheen voor het eerst in een strip die op 19 juli 1962 werd gepubliceerd in Robbedoes.
Guust Flater is kantoorhulpje bij Kwabbernoot in de eerste delen van Guust. In die tijd is Pruimpit een andere medewerker aan het blad Robbedoes. Vanaf gag 482 neemt Pruimpit de job van Kwabbernoot over. Pruimpit krijgt vaak woede-uitbarstingen en krijgt in de loop van de reeks een typerende vloek: "rogntudjuuu", afgeleid van het Franse "Nom de Dieu" of het Brusselse "Nom de Djos" (in het Nederlands ook gebruikt als "nondeju"). In het Nederlands werd dit vertaald als "gretverrrdrie".
Pruimpit is niet gebaseerd op een echt redactielid bij Robbedoes, maar zijn ringbaardje lijkt wel te zijn gebaseerd op Jef Anthierens, destijds hoofdredacteur van Humo, een uitgave van Dupuis, net als Robbedoes.